# Berberis kashmirana
Berberis kashmirana är en berberisväxtart som beskrevs av Ahrendt. Berberis kashmirana ingår i släktet berberisar, och familjen berberisväxter. Inga underarter finns listade i Catalogue of Life.